# Umeå brandstation

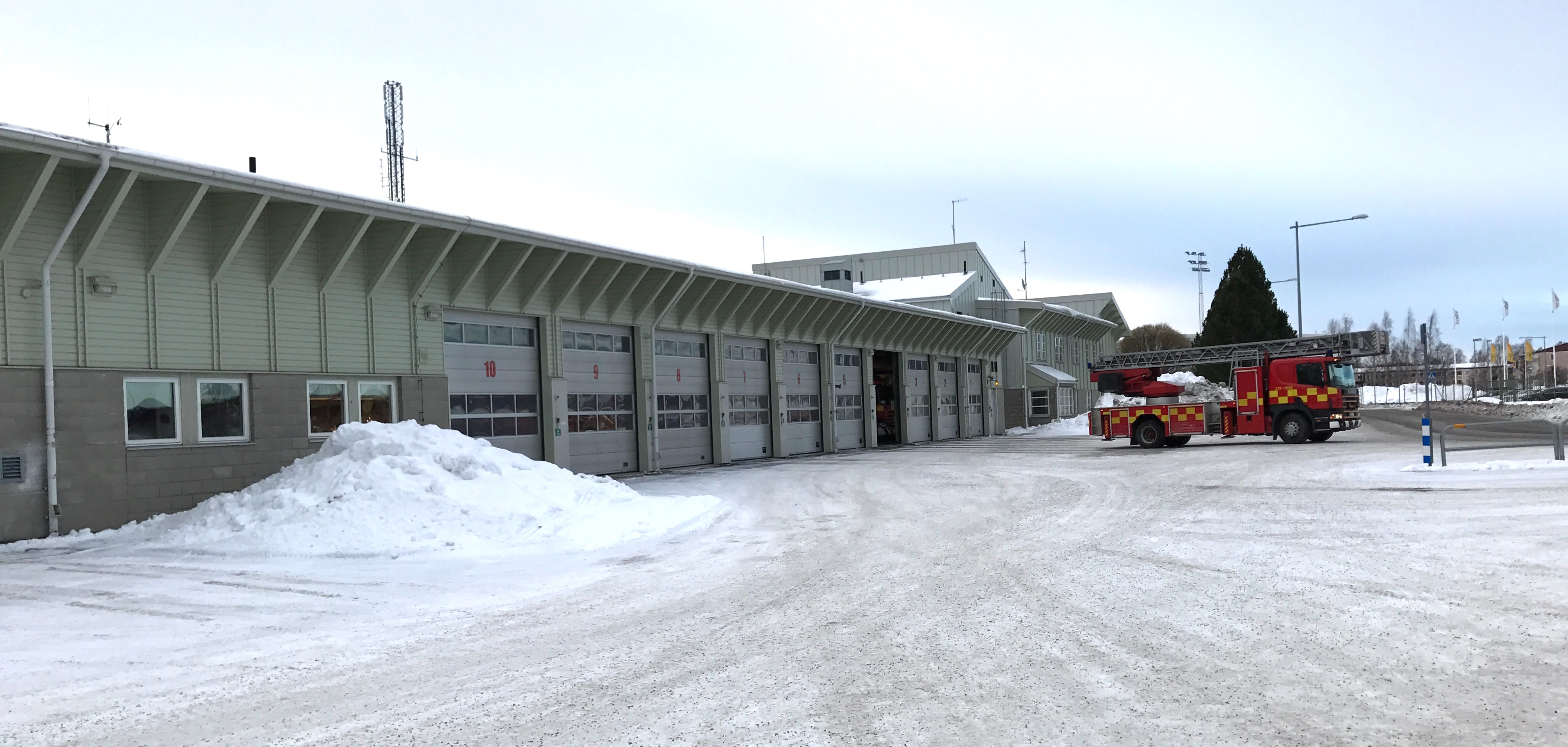
Umeå brandstation på Signalvägen i Umeå.

Umeå brandstation ligger på Signalvägen X på Noliaområdet, tämligen nära Umeås geografiska mittpunkt och med utfarter mot Vännäsvägen (riksväg 92/E12) och Vindelnvägen (länsväg 363) i väster, samt tidigare E4 (numera länsväg AC 503/E12) som sträcker sig i nord-sydlig riktning genom Umeå.
Stationen, som invigdes våren 1980, inrymmer förutom garage för ett tiotal fordon även en större vagnhall, egen sambandscentral, gymnastiksal, styrketräningslokal, matsal, och ett stort antal logement. På samma tomt finns ett övningshus som bland annat möjliggör realistiska övning i brandrök. Nära brandstationen ligger både polis och hälsocentral.
Den 21 februari 2024 rasade taket in på brandstationens vagnhall. Vid lunchtid hörde personal vid stationen att taket börjat knacka och svikta varpå man tog beslut om att utrymma vagnhallen på personal och materiel. Ungefär en timme senare gav taket vika och rasade in på grund av snömängden. Inga personer kom till skada.

## Framtida planer
För att säkerställa att alla boende inom Umeå tätort med omnejd ska ha möjlighet till räddningsinsatser inom 10 minuter, gjorde Umeå kommun år 2004–2005 en utredning om alternativ eller kompletterande lokalisering av brandstation, i ljuset av stadens snabba expansion och ett beräknat invånarantal kring 150 000 år 2050. Enligt det scenariot förväntas antalet larm kunna öka från knappt 800 (år 2004) till drygt 1 100.